# Anders Fredrik Reuterswärd
Anders Fredrik Reuterswärd, född 2 augusti 1756 på Stora Lund i Västra Tollstads socken, död 6 juni 1828 på Rosenholm, Lannaskede socken, var en svensk militär och diplomat.

## Biografi
Anders Fredrik Reuterswärd var son till översten Lorentz Peter Reuterswärd. Efter underofficerstjänst vid Lätta dragonregementet blev han 1779 stabslöjtnant vid Bohusläns dragonregemente och 1783 stabskapten där. 1783 kom han, genom förmedling av Axel von Fersen, till Paris på särskilt uppdrag och inträdde även kort därefter som löjtnant vid Royal suédois. Han kom, även genom Axel von Fersen i kontakt med Marie-Antoinette, vars gunst han vann. Efter revolutionens utbrott knöt han för drottningens räkning och på skickligt valda omvägar hemliga förbindelser med utlandet. Tillsammans med François-Claude de Bouillé och Axel von Fersen utformade han planerna för franska kungaparets flykt ur landet, och vid flykten till Varennes i juli 1791 satt han på kaleschens kuskbock, förklädd till körsven med Fersen i lakejlivré vid sin sida. Reuterswärd tvingades på grund av denna affär ta avsked ur fransk tjänst i juli 1791. Han fortsatte i svensk diplomatisk tjänst, blev legationssekreterare i Paris 1801 och beskickningschef i Wien 1804 (tillförordnad från 1803), återvände till Sverige 1806 och utnämndes 1808 till överste i armén. Han tog avsked 1814. 